# 軟水器
軟水器（なんすいき）とは、水の中に含まれるカルシウムイオンやマグネシウムイオンなどの陽イオンを、イオン交換樹脂の働きでナトリウムイオンに置き換える働きを持つ装置、または器具のことである。
同じくイオン交換樹脂を使って水中のイオンを全て取り除こうとする（言い換えれば水中の陽イオンを水素イオンに、陰イオンを水酸化物イオンに置き換える）純水器（じゅんすいき）とは区別される。また最近では、意味が拡大解釈されて単に水道水や硬水から軟水を造り出す装置、または器具の意味で用いられることもある。

## 原理
軟水器は陽イオン交換樹脂（業界では「カチオン樹脂」と呼ばれることが多い）のみで構成され、その働きで通過する水の中のカルシウムイオンやマグネシウムイオンなどを自身が持つナトリウムイオンに置き換える。
置き換えが終わるとその働きは失われるが、ここに食塩水（塩化ナトリウム)を流してこれらを元のナトリウムイオンに置換し直すことで、繰り返し使うことができる。この作業を再生（さいせい）と呼ぶ。
再生の際には濃厚な塩化カルシウムや塩化マグネシウムなどを含んだ水が排出されるが、これらは元の食塩も含めて海水の主成分であるので、直接飲んだりしない限り人体への影響はまず無く、また下水道や河川、海域などに放流しても環境に与える負荷は殆ど無い。
　　　　　　

## 使用目的
自然界に多量に存在し水道水中にも含まれるカルシウムイオンやマグネシウムイオンは、濃度やpH、温度など条件が揃うと、空気中の二酸化炭素や、自然界に存在するイオウ化合物やリン酸などと結合して析出する。この析出物はスケールと呼ばれるが、温水ボイラーや加湿器、更には噴射ノズルやイオンが濃縮される逆浸透膜（RO膜）など、水が急激に温度やイオン濃度を変化させたり噴霧されたりする装置や器具に付着して、伝熱効率を低下させたり水の流路を狭めたりする。しかしナトリウムイオンは解離性が高く、完全に水分を失わない限り析出しにくい（スケール化しにくい）ため、軟水器を用いればこうしたスケールによるトラブルを防ぐことができる。
また、カルシウムやマグネシウムが多く含まれる水を「硬度が高い」「硬水である」などと言い表すが、こうした水は飲用すると味が悪く、また体力の弱い人では下痢などの症状を起こすことがあるため、軟水器を利用してこれらの成分をナトリウムに置き換えてやれば、そうした影響を減らすことができる。軟水器のこのような使い方は本来、水道水の硬度が高い欧米諸国で発達したものである。
純水器の場合、再生には強酸である塩酸や強塩基である水酸化ナトリウム（苛性ソーダ）を用いる必要があるため、軟水器に比べてコストがかかり、また薬品の取り扱いや再生時の水の排出に注意を要するため、スケールを防いだり、硬度が比較的低い日本の水道水で飲用に使う程度の目的であれば、軟水器の方がよく用いられる。